# 顏宇坪
颜宇坪（？—1597年），號洪麓，湖廣德安府应山县人，明朝政治人物。

## 生平
萬曆十年（1582年）壬午科湖廣乡试举人，萬曆十四年丙戌年会试137名，未殿试，十七年（1589年）己丑科二甲42名進士，刑部觀政，十八年八月授户部主事，歴官户部署郎中事主事，甘肃管粮，二十三年和二十四年以甘州斩虏功和西宁軍功，各升俸一级，赏银有差。二十四年闰八月升山东右参议，整饬開原等处兵备。二十五年卒。

## 家族
曾祖颜彦隆。祖父顏木，正德丁丑進士，官亳州知州。父颜熙海，推官。